# Makoto Ōda (Fußballspieler)
Makoto Ōda (japanisch 網田 慎 Ōda Makoto; * 28. April 1989 in der Präfektur Kumamoto) ist ein ehemaliger japanischer Fußballspieler.

## Karriere
Ōda erlernte das Fußballspielen in der Schulmannschaft der Ozu High School. Seinen ersten Vertrag unterschrieb er 2008 bei Roasso Kumamoto. Der Verein spielte in der zweithöchsten Liga des Landes, der J2 League. Für den Verein absolvierte er drei Ligaspiele. Danach spielte er beim AC Nagano Parceiro und Artista Tomi.